# September, gouden roos
September, gouden roos is een nummer van Bob Benny. Het was tevens het nummer waarmee hij België vertegenwoordigde op het Eurovisiesongfestival 1961 in de Franse stad Cannes. Daar werd hij uiteindelijk gedeeld vijftiende en laatste, met één punt. Het was de tweede keer dat Benny België vertegenwoordigde op het Eurovisiesongfestival. In 1959 werd hij al eens zesde.

## Resultaat
| Plaats | Land           | Artiest       | Lied                        | Punten |
| ------ | -------------- | ------------- | --------------------------- | ------ |
| 13     | West-Duitsland | Lale Andersen | Einmal sehen wir uns wieder | 3      |
| 14     | Zweden         | Lill-Babs     | April, april                | 2      |
| 15     | België         | Bob Benny     | September, gouden roos      | 1      |
| 15     | Oostenrijk     | Jimmy Makulis | Sehnsucht                   | 1      |